# 底店乡 (富平县)
底店乡是中国陕西省渭南市富平县下辖的一个乡。

## 行政区划
底店乡下辖以下行政区：
底店村、下庄村、草滩村、瓦李村、康庄村、下沟村、九龙村、达坡村